# Antonio Luis Guillén
Antonio Luis Guillén (Granada, 1975) es un compositor, productor, cantante y multinstrumentista español que realiza música experimental e improvisación libre. Además de creador de álbumes firmados bajo el nombre de A. L. Guillén, fue miembro fundador de bandas como Alondra Satori, Jun y Gor, Les Rauchen Verboten y Sefronia, entre otros proyectos. Codirigió el colectivo Morada Sónica, y fue director del ciclo de Improvisación Libre de Clasijazz de Almería, ciudad donde actualmente reside y coordina los eventos culturales del Ciclo In+Audito. También es productor y editor discográfico, a través del netlabel Gruppo Ungido.

## Trayectoria musical

### Como miembro de otras bandas
Según ha declarado el propio Guillén, su interés por la música empezó muy tempranamente, siendo el instrumento más importante en su formación la guitarra eléctrica, con el que aprendió tanto a improvisar como a componer canciones.
En 1999 formó junto a Angelina Olea el dúo Sefronia, que realizó un cruce entre pop y rock progresivo, con influencias de músicos como Frank Zappa, Tim Buckley o Arto Lindsay. Con la colaboración de diferentes componentes, el grupo editó tres LPs de estudio y dos álbumes en directo, hasta su separación definitiva en 2016. 
Guillén combinó su actividad en Sefronia con el proyecto Alondra Satori, que comenzó como dúo junto al veterano sintetista almeriense Juan Manuel Cidrón, y que evolucionó hacia el free jazz y el ruidismo con la entrada del bajista Juanjo Sánchez, el saxofonista Justo Bagüeste y el baterista Jesús Alonso (colaborador habitual de Corcobado). Estos dos últimos músicos formaron en 2009 con Guillén como guitarrista el trío Les Rauchen Verboten. Su propuesta musical, también basada en la improvisación pero de mayor agresividad sonora, ha sido relacionada con el no wave neoyorquino y el spoken word, y descrita en la crítica especializada como «abrasiva, chirriante y atonal».
Dentro de la numerosa serie de bandas en las que ha participado, caracterizadas por la improvisación experimental y la grabación de la experiencia en directo, destaca el quinteto de jazz-fusión Almayate (con Markus Breuss a la trompeta, Pelayo Arrizabalaga al saxo -ambos componentes de Clónicos-, Antonio Luis Guillén a la guitarra y Victor Vázquez y Antonio Delgado como percusionistas), así como el posterior dúo Jun y Gor, junto al percusionista Javier Carmona (antiguo colaborador de Sefronia), con un estilo más orientado a la fusión del rock con el funk, destacando su acumulación de crescendos y muros de sonido.
Otros proyectos de Antonio Luis Guillén se han dirigido a la fusión de disciplinas artísticas, como es el caso de Estufa de Leña Contemporánea, con la artista visual Rocío Lara y los poetas Rubén Martín y Begoña Callejón. En sus actuaciones en torno a 2016 y 2018, el recital poético se integraba con la música de Guillén (guitarra eléctrica, grabaciones de campo y sintetizadores) y proyecciones analógicas inspiradas en las experimentaciones con adiscopio de José Val del Omar.

### En solitario
Bajo el nombre de A. L. Guillén (habitualmente transcrito en minúscula: a.l.guillén) ha publicado más de una quincena de álbumes, por lo general con un carácter más personal y una táctica más compositiva que en sus trabajos en colaboración.
Varios de ellos han sido escritos en diálogo con la obra de distintos poetas: Islas de cielo (2024) se basa en textos de la corriente surrealista en las Islas Canarias;Amor sin misericordia (2003) y Aprojimación a tu ciclo (2012) fueron inspirados por los escritos del granadino Fernando Jaén; Día de fiesta para las ortigas (2019) adapta musicalmente fragmentos de Agustín Gómez Arcos, y En recuerdo del Amado (2018) se basa en los textos de diferentes autores de la tradición islámica como Ibn-Arabi, Al-Harraq o Hafiz, demostrando su particular interés en la mística sufí. Estos dos últimos discos forman junto a IV Reich (2020, con alusiones a Ezra Pound y Ernesto Cardenal) una trilogía llamada Micropolítica del Éxtasis, donde Guillén ha manifestado su creencia en un ideal anticapitalista que partiendo de una revolución extática individual saltaría a lo colectivo. Su versión acústica se plasmaría al año siguiente en un LP en directo.
Al contrario que en los mencionados álbumes, cuyos cortes pese a no perder ciertos rasgos de extrañamiento vanguardista -como escalas, acordes y afinaciones poco habituales- se pueden encuadrar en un formato reconocible como canción, con Guillén como vocalista (quien ha ironizado sobre las etiquetas de género calificando estos piezas breves como «avant-folk»), la otra faceta de su producción en solitario se encuentra proyectada hacia sonoridades más experimentales como el ambient, el drone, los field recordings o el noise, en los que la voz humana está ausente o carece de intención melódica. Es el caso de La noche (2016), editado por el sello discográfico griego Plus Timbre y ejecutado casi exclusivamente con theremin, Notre Terrorisme (2019), donde destaca el empleo del sintetizador modular ARP 2600, o Pulse Emancipation (2022), cuyo único instrumento es la guitarra eléctrica sometida a procesamientos y yuxtaposiciones.

## Otras facetas creativas
Antonio Luis Guillén ha escrito dos libros, Kénosis (Letra Impar, 2017) y Las noches campesinas que perdiste (Ediciones Fantasma, 2023), cercanos al género de la prosa poética. En ambos la temática es la confrontación entre «el sonido y la música como momento sacro infinito de emancipación espiritual» y «toda institución autoritaria, capitalista, espectacular, desarrollista, tecnocrática», según palabras del propio autor.

## Discografía

### En solitario
- Restos (1998)
- ¿Dónde? (2001)
- Amor Sin Misericordia (2003)
- Música Para El Funeral De John Fahey (2004)
- Ectomorphi (2004)
- Aprojimación a Tu Ciclo (2012)
- Der Cucamongol Cannibalizes Your Idol (2013)
- Le Terrorisme D´Affaires (2014)
- 6 Virtudes Teológicas y el Pecado (del) Capital (2014)
- Soma (2016)
- La Noche (2016)
- Solaz (2016, reeditado en 2019)
- Glossais Lalo (2018)
- En Recuerdo Del Amado (2018)
- Día De Fiesta Para Las Ortigas (2019)
- IV Reich (2020)
- The ARP2600 Tapes (2020)
- Notre Terrorisme (2020)
- Micropolítica del Éxtasis (2021)
- Pulse Emancipation (2022)

### En colaboración
- Menú, con Pelayo Fernandez Arrizabalaga y Javier Carmona (2013)
- Tres Gestos Pneumatófaros, con JCR (2013)
- Art Brut Mysterium, con Stahlfabrik  (2013)
- Nueva Exégesis Mesmérica, con Punk Buró (2013)
- Misterios del Corazón de la Piedra, con Pelayo Fernandez Arrizabalaga (2014)
- Molly Bloom.The Electric Bodhrán Pt 1, con Sergio Arbizu (2014)
- Aag!!!, con Pelayo Fernandez Arrizabalaga y Jesús Alonso (2015)
- Synthomes, con José Guillén, Javier Piñango, J.L. Maire, y Carlos Suarez (2020)
- Zenmetsu Nihiloma, con Rubén Martín (2023)

### En otras formaciones
- Sefronia: Sefronia (2000), Música contra osopetos, (2001), Ars Teopática (2007), The Bombo Tour (2007), Tres (2010), Pléroma (2011).

- Alondra Satori: Alondra Satori (2008), Promontorio Charidemo (2009), Los monstruos de Don Pedro (2009), Níjar (2017).
- Les Rauchen Verboten: Les Rauchen Verboten (2011), Ítem (2012), El futuro EP (2014), El futuro que imaginábamos en la niñez (2014).
- Almayate: Freegiliana (2012).
- Jun y Gor: Jun y Gor (2016).
- Confabulation Qt: Némesis (2017).
- La Orquesta Argárica: Koinonia (2017).
- M.A.F.H: More Acid For Hegel (2018).
- Jun Trun Gor: Jun Trun Gor (2021).
- Rabanomauro: Caligrama 1 (2023).